# Eremedaille voor Mijnwerkers
De Eremedaille voor Mijnwerkers (Russisch: "Шахтерская слава"; "Shachterskaja slava"), is een in 1956 ingestelde onderscheiding van de voormalige Sovjet-Unie die ook door het huidige Rusland werd aangehouden. In de communistische periode probeerden de autoriteiten de productie van de mijnen te verhogen door sommige mijnwerkers ten voorbeeld te stellen, de zogenaamde "Stachanov-werkers" die onwaarschijnlijk veel werk konden verzetten. Verder werden de mijnwerkers met propaganda en eretekens zoals deze medaille waarvan de titel ook als "Mijnwerkersglorie" kan worden vertaald, tevreden gehouden.
Behalve aan mijnwerkers die veel en hard werkten werd de medaille ook aan betrokkenen bij reddingen na mijnrampen, uitvinders van nieuwe technologieën en verdienste voor verwante industrieën uitgereikt.
De medaille werd in drie klassen verleend. De materialen zijn tombak, rood koper, goud en in de Ie en  hoogste graad amber. De vijfpuntige sterren zijn rood, verguld of verzilverd.